# Juan Carlos Domínguez
Pour les articles homonymes, voir Domínguez.
Domínguez  Domínguez est un nom espagnol. Le premier nom de famille, en général paternel, est Domínguez ; le second, en général maternel, souvent omis, est Domínguez.
Juan Carlos Domínguez Domínguez est un coureur cycliste espagnol né le 13 avril 1971 à Íscar. 

## Biographie
Passé professionnel dans l'équipe espagnole Kelme en octobre 1994, ses talents de rouleur lui permettent de briller sur les courses par étapes de moins d'une semaine. Il remporte la plupart de ses victoires en Espagne, à l'exception notable du prologue du Tour d'Italie 2002. Il met un terme à sa carrière à la fin d'une saison 2006 marquée par une chute durant le Circuit de la Sarthe qui provoque une fracture de la clavicule, et une interdiction de participer à l'Eneco Tour à cause d'un hématocrite trop élevé. Il est déjà exclu du Tour d'Espagne 1998 pour la même raison.
Sa fille, Estela, est tuée dans une collision avec un camion à Villares de la Reina en février 2023 à l'âge de 19 ans, alors qu'elle s'entraîne pour ses débuts en tant que professionnelle avec l'équipe Sopela.

## Palmarès

### Palmarès amateur
- 1992
  - Trophée Iberduero
  - 2e du Tour de la communauté de Madrid
  - 3e du Trophée Guerrita
- 1993
  - 3e du championnat d'Espagne sur route amateurs
- 1994
  - Santikutz Klasika
  - Bizkaiko Bira (es)
  - Gran Premio Capodarco
  - 2e du Mémorial Rodríguez Inguanzo

### Palmarès professionnel
| - 1996 - 3e du Tour d'Aragon - 7e du championnat du monde du contre-la-montre - 1997 - Classement général du Tour de la Communauté valencienne - Tour de Murcie : - Classement général - 5e étape (contre-la-montre) - Semaine catalane : - Classement général - 5eb étape (contre-la-montre) - 10e du championnat du monde du contre-la-montre - 1998 - 3e étape du Tour de La Rioja - Clásica de Alcobendas - 2e du Tour de La Rioja - 2e du championnat d'Espagne sur route - 1999 - Tour d'Aragon : - Classement général - 3e étape - Tour de La Rioja : - Classement général - 3e étape (contre-la-montre) - Clásica de Alcobendas - Classement général du Tour des Asturies - 2000 - 2e du Tour de la Communauté valencienne - 2e du Critérium international - 3e de Tirreno-Adriatico | - 2001 - Tour d'Aragon : - Classement général - 3e étape - Tour des Asturies - Classement général - 3eb étape (contre-la-montre) - Classement général de la Bicyclette basque - 2e de la Clásica de Alcobendas - 2002 - 2eb étape de la Semaine catalane (contre-la-montre) - Prologue du Tour d'Italie - 2003 - 4e étape du Tour de Picardie (contre-la-montre) - 2e de la Clásica de Alcobendas - 2e du Tour de Picardie - 2004 - Tour d'Andalousie : - Classement général - 3e étape - 2005 - Tour de Burgos : - Classement général - 4e étape |  |

## Résultats sur les grands tours

### Tour d'Italie
6 participations
- 1996 : hors délais (13e étape)
- 1997 : abandon (9e étape)
- 1998 : 45e
- 2000 : abandon (8e étape)
- 2002 : 75e, vainqueur du prologue,  maillot rose pendant un jour
- 2004 : non-partant (8e étape)

### Tour d'Espagne
8 participations
- 1995 : 65e
- 1996 : 72e
- 1997 : 18e
- 1998 : non-partant (20e étape)
- 2001 : 121e
- 2002 : 93e
- 2003 : abandon (8e étape)
- 2004 : abandon (12e étape)